# Cubilla
Cubilla és un municipi espanyol ubicat a la província de Sòria, dins la comunitat autònoma de Castella i Lleó. Pertany a la comarca de Pinares.